# Bretschneidera
Bretschneidera Hemsl.  é um género botânico monotípico pertencente à família Akaniaceae.
É originário da Ásia, desde o sul da China até o norte da Indochina, no Vietnã, Taiwan e Tailândia.

## Espécies
Apresenta uma única espécie:
- Bretschneidera sinensis Hemsl.

### Sinonímia
- Bretschneidera yunshanensis Chun & F.C.How (1958).